# 科爾沃科雷塞斯灣
66°21′S 114°38′E / 66.350°S 114.633°E
科爾沃科雷塞斯灣（英語：Colvocoresses Bay）是南極洲的海灣，位於威爾克斯地，寬55公里，該海灣由來自威廉遜冰川和維托冰川的冰山佔據，現時由南極條約體系管理。